# 尼格羅河托梅脂鯉
尼格羅河托梅脂鯉，為輻鰭魚綱脂鯉目脂鯉亞目锯脂鲤科的其中一個種。分布於南美洲黑河中下游及奧里諾科河流域，體長可達37.9公分，棲息在底中層水域，生活習性不明。

## 扩展阅读
維基物種上的相關：尼格羅河托梅脂鯉